# Riolan-Anastomose
Die Riolan-Anastomose – nach dem französischen Anatom Jean Riolan – ist eine inkonstante Gefäßverbindung (Anastomose) zwischen der mittleren  Dickdarmarterie (Arteria colica media) aus der Arteria mesenterica superior und der linken Dickdarmarterie (Arteria colica sinistra), die der Arteria mesenterica inferior entspringt. Allerdings werden auch andere Verbindungen zwischen der A. mesenterica superior und der A. mesenterica inferior als „Riolan-Anastomose“ bezeichnet. Nicht zu verwechseln mit den Anastomosen nach Drummond („Drummond-Marginalarterie“), welche eine konstante, darmnahe Gefäßarkade bilden.
Bedeutung hat diese Verbindung bei Verschlüssen einer der beiden Dickdarmarterien, weil dann die Durchblutung über die andere Arterie erfolgen kann.